# Helicopis satanas
Helicopis satanas är en fjärilsart som beskrevs av Le Moult 1940. Helicopis satanas ingår i släktet Helicopis och familjen Riodinidae. Inga underarter finns listade i Catalogue of Life.